# ジョージ・チャムリー (第2代チャムリー侯爵)

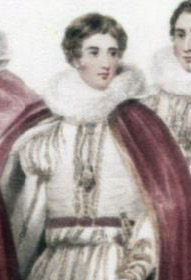
第2代チャムリー侯爵

第2代チャムリー侯爵ジョージ・ホレイショ・チャムリー（英語: George Horatio Cholmondeley, 2nd Marquess of Cholmondeley PC、1792年1月16日 – 1870年5月8日）は、イギリスの貴族、政治家。庶民院議員（1817年 – 1821年）、副式部卿（1830年 – 1837年）を務めた。爵位継承以前はマルパス子爵の儀礼称号を使用した。

## 生涯
初代チャムリー侯爵ジョージ・チャムリーと妻ジョージアナ・シャーロット（1764年8月7日 – 1838年6月23日、第3代アンカスター＝ケスティーヴァン公爵ペレグリン・バーティーの娘）の息子として、1792年1月16日にパリで生まれた。1805年よりイートン・カレッジで教育を受けた。
1812年にはパレルモに滞在し、カトリックに改宗したと報じられたが、1817年にはメソジストになった。チャムリーの母はメソジストよりカトリックに留まってほしかったが、父は議員になれて官職にも就任できる宗教（この時代のイギリスは審査法などによりカトリックが官職就任を禁じられていた）が望ましいとの意見を表明した。同年2月にキャッスル・ライジング選挙区の補欠選挙で庶民院議員に当選した。キャッスル・ライジング選挙区では父が1議席を指名できる影響力を有し、1812年イギリス総選挙で指名した議員が退任してチャムリーに議席を譲った形となった。チャムリーはその後、1818年と1820年の総選挙で再選している。庶民院では演説しなかったが、人身保護法の停止などで政府を支持した。宗教問題では常に政府を支持したわけではなく、ジョージ4世と王妃キャロラインの離婚をめぐり父が王室家政長官を務めていたにもかかわらず（政府の立場と違い）1820年痛みと罰法案に反対票を投じそうになった。ただし、法案が採決に付される前に撤回されたため、チャムリー侯爵家にとってはスキャンダルにならなかった。
1822年1月5日、繰上勅書により父からニューバラ男爵位を継承、2月5日に貴族院議員に就任した。これに先立つ1821年12月21日に庶民院議員を退任している。父が長男より次男ウィリアム・チャムリー卿を気に入ったため、長男を貴族院に追いやって次男を庶民院議員にするためとされ、父は王室家政長官を初代カニンガム侯爵ヘンリー・カニンガムに譲るときの交渉で繰上勅書を条件の1つとしたほどだった。1827年4月10日に父が死去すると、チャムリー侯爵位を継承した。貴族院でも引き続きトーリー党の一員として行動、1829年ローマ・カトリック信徒救済法と第1回選挙法改正の第2次法案（1831年10月）に反対票を投じた。
1830年7月19日、枢密顧問官に任命された。1831年に国王ウィリアム4世の戴冠式で式部卿の地位にある母の代理（副式部卿）としての職務を果たし、1838年に母が死去すると母の所有していた式部卿の継承権を相続した。
1846年にロバート・ピールよりノーフォーク統監への就任を打診されたが、辞退している。
長い闘病生活を経て、1870年5月8日にチャムリー城で病死、弟ウィリアム・ヘンリー・ヒューが爵位を継承した。

## 家族と私生活
1812年10月20日、ジブラルタルでキャロライン・キャンベル（Caroline Campbell、1795年1月8日 – 1815年10月12日、サー・コリン・キャンベルの娘）と結婚したが、2人の間に子供はいなかった。
1830年5月11日、スーザン・キャロライン・サマセット（Susan Caroline Somerset、1804年4月10日 – 1886年2月4日、第6代ボーフォート公爵ヘンリー・サマセットの娘）と再婚したが、2人の間に子供はいなかった。
生涯にわたって宗教に関心を寄せており、父と違って多くの愛人をかかえることはなかった。一方で初代トルマッシュ男爵ジョン・トルマッシュからは「イギリス人が全員チャムリー卿のようだったら、みんな敬虔で愉快な人になるけど、フランス人がやってきてロンドンを占領するだろう」と皮肉をこめて評され、ハリエット・アーバスノットもチャムリー侯爵の再婚相手について「傲慢すぎる」「メソジスト的」（訳注：「几帳面屋」という皮肉）としつつ、チャムリー侯爵を「よりいい女を見つけられないだろう」とし、「ああいう女は左利きの子供を産まない」（訳注：左利きはここでは「行儀のよくない」の意味）と評した。